# Sukomanah
Sukomanah is een bestuurslaag in het regentschap Purworejo van de provincie Midden-Java, Indonesië. Sukomanah telt 915 inwoners (volkstelling 2010).